# Fédération de Gibraltar de basket-ball
La Fédération de Gibraltar de basket-ball (Gibraltar Amateur Basket Ball Association) est une association, fondée en 1985, chargée d'organiser, de diriger et de développer le basket-ball en Gibraltar.
La Fédération représente le basket-ball auprès des pouvoirs publics ainsi qu'auprès des organismes sportifs nationaux et internationaux et, à ce titre, Gibraltar dans les compétitions internationales. Elle défend également les intérêts moraux et matériels du basket-ball gibraltarien. Elle est affiliée à la FIBA depuis 1985, ainsi qu'à la FIBA Europe.
La Fédération organise également le championnat national.